# Stedelijk Prentenkabinet

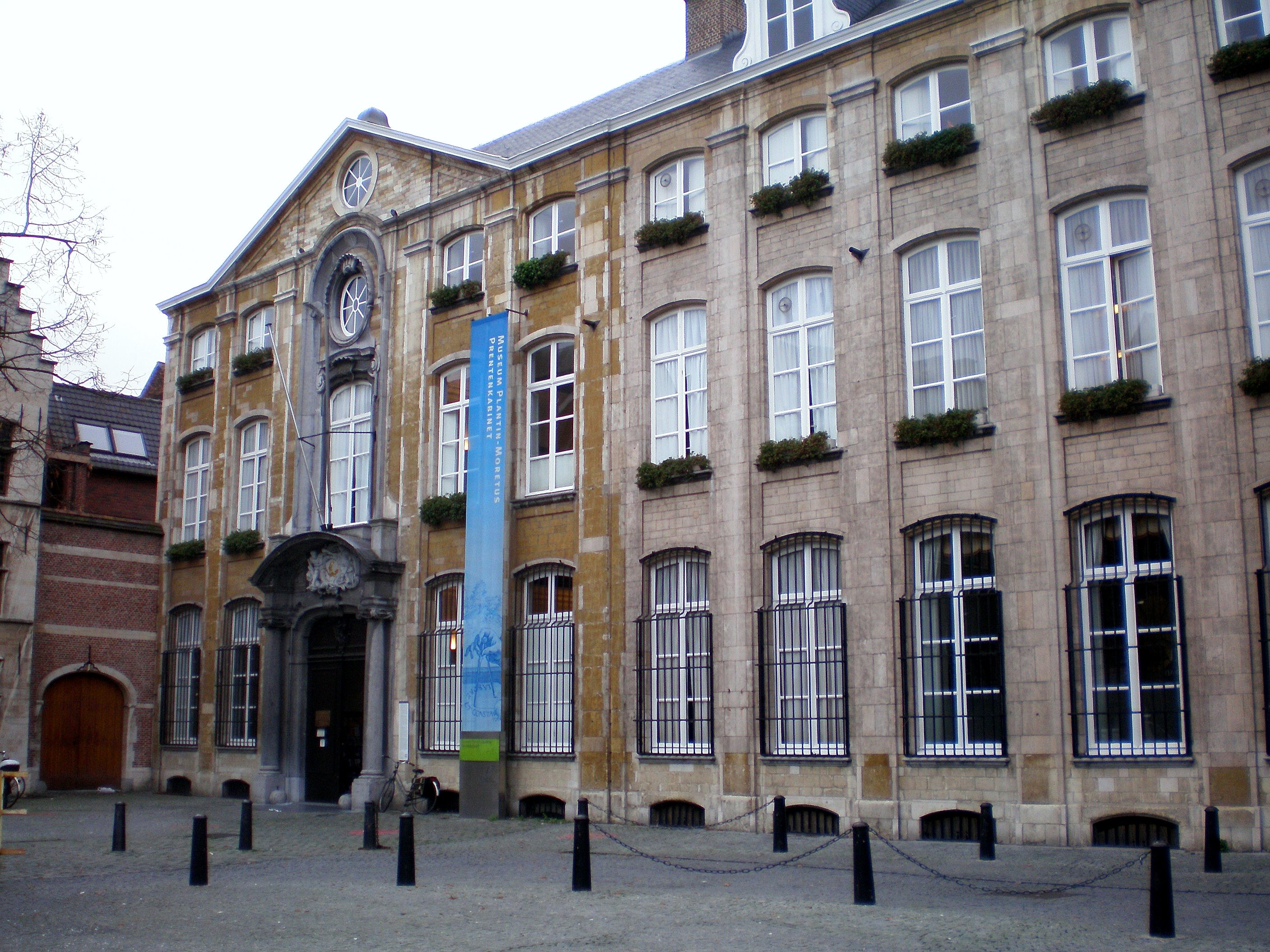
Museum Plantin-Moretus /
Stedelijk Prentenkabinet

Het Stedelijk Prentenkabinet is een museum/prentenkabinet gevestigd in het gebouwencomplex van Museum Plantin-Moretus in Antwerpen.
Het prentenkabinet is gesticht in 1938 met medewerking van Museum Plantin-Moretus, vanuit de collectie oude prent- en tekenkunst. De kern van de collectie van het prentenkabinet is gericht op Antwerpse kunstenaars van de zestiende tot en met de achttiende eeuw. Ook is er plaats voor een verzameling grafische werken van hedendaagse kunstenaars.
In de Tweede Wereldoorlog raakte de oostvleugel van het museum ernstig beschadigd. Het museum opende zijn deuren voor het publiek pas weer in 1951.